# أسيتات المنغنيز الثنائي
أسيتات المنغنيز الثنائي مركب كيميائي صيغته Mn(CH3COO)2، ويوجد غالباً بشكل مائي على هيئة ثنائي أو رباعي هيدرات Mn(CH3CO2)2·(H2O)n (حيث n تساوي 2 أو 4). يوجد المركب عادة على في شكله اللامائي على هيئة صلب أبيض، وفي شكله المائي على هيئة صلب زهري.

## التحضير
يحضر هذا المركب من تفاعل حمض الخليك مع أكسيد المنغنيز الثنائي والثلاثي أو كربونات المنغنيز الثنائي:
{\displaystyle \mathrm {Mn_{3}O_{4}+2\ CH_{3}COOH\rightarrow Mn(CH_{3}COO)_{2}+Mn_{2}O_{3}+H_{2}O} }
{\displaystyle \mathrm {MnCO_{3}+2\ CH_{3}COOH\rightarrow Mn(CH_{3}COO)_{2}+CO_{2}\uparrow +H_{2}O} }

## الخواص
يتفكك المركب حرارياً عند التسخين إلى درجات حرارة تتجاوز 300 °س.

## الاستخدامات
يستخدم أسيتات المنغنيز الثنائي في تركيب الحفازات وفي صناعة الأسمدة.